# J. Wilton Littlechild

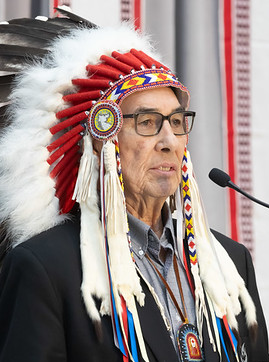
Wilton Littelchild (2024)

J. Wilton Littlechild (* 1. April 1944 im Ermineskin Cree Reserve nahe Hobbema in Alberta; eigentlich Jacob Wilton Littlechild) ist ein kanadischer Indianer und Bürgerrechtler.

## Leben

### Schulzeit, Studium, Sportlerkarriere
Die Schulzeit (elementary und secondary school) verbrachte der Angehörige der Cree an der Ermineskin School und am St. Anthony’s College. Dann studierte er in Edmonton an der University of Alberta, wo er 1967 seinen Bachelor und 1975 seinen Master ablegte, beide in Physical Education (Sport und Gesundheit).
Seine Sportlerkarriere begann er beim universitären Schwimm- und Hockeyteam und stieg zum Manager des dortigen Football Club auf. Zugleich erwarb er als Auszeichnung den Alberta Award für Exzellenz in Athletics.
1990 war er einer der Mitinitiatoren der ersten North American Indigenous Games (etwa: Nordamerikanische Ureinwohnerspiele) in Edmonton. Diesen ersten Spielen folgten weitere Veranstaltungen dieser Art in den Jahren 1993, 1995, 1997 und 2002.

### Jurastudium und Politische Karriere
Doch Littlechild gab sich mit seinen sportlichen Erfolgen nicht zufrieden. Er schloss 1976 erfolgreich ein Jurastudium an der University of Alberta ab, womit er der erste Indianer in der Provinz Alberta war, dem dies gelang. 1988 zog er als Vertreter der Wetaskiwin constituency ins Parlament ein, womit er auch der erste Treaty Indian („Vertragsindianer“, was sich auf die so genannten Numbered Treaties bezieht) war, dem dies gelang. 
Während dieser Zeit war er Mitglied des Standing Committee on Aboriginal Affairs und des Special Joint Committee on Constitution, womit er sich besonders gut positioniert hatte, um die Rechte der indigenen Völker zu verbessern. Im Kampf um die kanadische Verfassung von 1982 war Littlechild zudem zum Mitglied des British High Courts in London geworden (1980 und 1981).

### Internationale Institutionen
Seine Tätigkeit erstreckte sich auf die UNO und die Internationale Arbeitsorganisation (International Labour Organization). Dort sorgte er dafür, dass die kanadischen Ureinwohner einen Sitz erhielten, der mit Abstimmungsrechten ausgestattet war. Außerdem war er Mitgründer der International Organization of Indigenous Resource Development (etwa: Internationale Organisation für die Entwicklung indigener Ressourcen) und der indigenen Friedensinitiative.